# Microesfera de plàstic

Legislació sobre microesferes a tot el món
Prohibició total
Prohibició de fabricació i importació
Prohibició de fabricació regional, d'importació o venda

Les microesferes o microperles són partícules fabricades de plàstic de menys d'un mil·límetre en la seva mida més gran.

Es fabriquen amb major freqüència amb polietilè, però poden ser d'altres plàstics petroquímics com el polipropilè i el poliestirè. S'utilitzen en productes per a la cura personal com exfoliants, pastes dentals i en recerca biomèdica i en ciències de la salut.
Les microesferes poden causar contaminació de partícules plàstiques de l'aigua i suposen un perill ambiental per als animals aquàtics en aigües dolces i oceàniques. Als Estats Units, la Llei Microbead-Free Waters Act 2015 eliminà les microesferes en cosmètics per exfoliació fins al juliol de 2017. Diversos altres països també han prohibit les microesferes dels cosmètics per exfoliació, inclosos Canadà, França, Nova Zelanda, Suècia, Taiwan i el Regne Unit.